# Stylurus takashii
Stylurus takashii är en trollsländeart som först beskrevs av Syoziro Asahina 1966.  Stylurus takashii ingår i släktet Stylurus och familjen flodtrollsländor. IUCN kategoriserar arten globalt som otillräckligt studerad. Inga underarter finns listade i Catalogue of Life.